# ديريك كيمبل
ديريك كيمبل هو سياسي كندي، ولد في 20 نوفمبر 1954 في هاليفاكس في كندا. حزبياً، نشط في جمعية المحافظين التقدمية لنوفا سكوشا. وقد انتخب عضو مجلس نواب نوفا سكوتيا.